# Alpelisib
El alpelisib, comercializado bajo la marca Piqray, es un medicamento de quimioterapia utilizado para tratar ciertos tipos de cáncer de mama. Se utiliza junto con fulvestrant. Con él se consiguen unos 5 meses más de vida sin que la enfermedad empeore. Este medicamento se toma por vía oral.   
Entre los efectos secundarios de este medicamento se incluyen hiperglucemia, problemas renales, diarrea, erupción cutánea, hipoglucemia, problemas hepáticos, pancreatitis, vómitos y caída del cabello; otros efectos secundarios pueden ser anafilaxia, infertilidad y neumonitis.El uso de este medicamento durante el embarazo puede dañar al bebé. Es un inhibidor alfa-específico de PI3K.  
Este medicamento se aprobó para uso médico en los Estados Unidos en 2019 y en Europa en 2020. En los Estados Unidos, un mes de medicamento cuesta alrededor de 17 000 dólares estadounidenses a partir de 2021 . 